# Montmartin
Montmartin település Franciaországban, Oise megyében. Lakosainak száma 288 fő (2022. január 1.). Montmartin Francières, Gournay-sur-Aronde, Hémévillers, Monchy-Humières és Remy községekkel határos.

## Népesség
A település népességének változása:
| Lakosok száma | 242  | 257  | 263  | 262  | 264  | 264  | 272  | 281  | 288  |
|               | 2013 | 2015 | 2016 | 2017 | 2018 | 2019 | 2020 | 2021 | 2022 |